# Кальмия самшитолистная
Ка́льмия самшитоли́стная (лат. Kalmia buxifolia) — вид цветковых растений рода Кальмия (Kalmia) семейства Вересковые (Ericaceae).

## Ботаническое описание
Внешний облик представителей данного вида может сильно варьировать. Это кустарник высотой от 10 см до 1 м. Листья могут располагаться как очерёдно, так и супротивно. Они от овальной до ланцетовидной формы, до 1,4 см длиной.
Соцветие — кисть или зонтик, содержащее до 18 цветков с белыми или светло-розовыми лепестками.
Плод — коробочка несколько мм длиной.

## Распространение и местообитание
Произрастает на востоке США, где имеет разобщённый ареал, состоящий из трёх отдельных частей. Этот вид был найден в Нью-Джерси, Северной и Южной Каролине и на юго-востоке Голубого хребта. Растёт в различных местообитаниях, начиная от песчаных равнин в Каролине и заканчивая скалистыми горными лесами.

## Таксономическое положение
Иногда этот вид называют Leiophyllum buxifolium и выделяют в самостоятельный род Leiophyllum, однако генетические исследования показали его принадлежность роду Кальмия.

## Синонимика
- Kalmia buxifolia (Bergius) Gift, Kron & P.F.Stevens
- Ledum buxifolium Bergius
- Leiophyllum buxifolium (Bergius) Elliott[5]